# Baranek Shaun: Film
Baranek Shaun: Film (ang. Shaun the Sheep Movie) – brytyjski film animowany (animacja plastelinowa) z 2015 roku. Film zrealizowano na podstawie serialu animowanego o tym tytule.

## Treść[1]
Baranek Shaun jest wykończony codziennością farmy, w której mieszka. Wraz z resztą owiec opracowuje plan, który ma zapewnić dzień wolny od zwykłych zajęć. Niestety dochodzi do wypadku, w wyniku którego Farmer traci pamięć i utyka w centrum miasta. Wierny pies wyrusza na poszukiwanie właściciela. Także Shaun rusza do miasta chcąc naprawić swój błąd. Dołącza do niego reszta owiec.

## Obsada (głosy)
Postacie w filmie nic nie mówią. Wydają jednak charakterystyczne odgłosy.
- Justin Fletcher – Shaun, owca, która działa jako przywódca stada
  - Fletcher podkłada również głos baranka Timmy’ego
- John Sparkes – Farmer
  - Sparkes podkłada również głos Bitzera, psa
- Omid Djalili – Trumper, hycel
- Kate Harbour – mama Timmy’ego
  - Harbour podkłada również głos Merly, pracownicy salonu fryzjerskiego
- Richard Webber - Shirley, duża owca
- Tim Hands - Slip, bezdomny  pies
- Simon Greenall – bliźniaki, dwie owce
- Emma Tate – Hazel, członek stada
- Henry Burton - młodszy lekarz
  - Burton podkłada także głos pracownika ośrodka zwierząt
- Dhimant Vyas - konsultant szpitalny
- Sophie Laughton - gość w ochronie zwierząt
- Nia Medi James - owca operowa
- Sean Connolly - styliści

## Nagrody i wyróżnienia[2]
- 2015: Nominacja do Oscara – Najlepszy długometrażowy film animowany
- 2015: Nominacja do Europejskiej Nagrody Filmowej – Najlepszy film animowany (Mark Burton, Richard Starzak)
- 2016: Nominacja do Nagrody Brytyjskiej Akademii Filmowej – Najlepszy film animowany
- 2016: Nominacja do Złotych Globów –  Najlepszy film animowany
- 2016: Nominacja do Bafty – Najlepszy film animowany (Mark Burton, Richard Starzak)
- 2016: Nominacje do Annie w następujących kategoriach:
  - Najlepszy pełnometrażowy film animowany
  - Najlepsze indywidualne osiągnięcie: montaż: Sim Evan-Jones
  - Najlepsze indywidualne osiągnięcie: reżyseria animowanej produkcji kinowej: Mark Burton, Richard Starzak
  - Najlepsze indywidualne osiągnięcie: scenariusz: Mark Burton, Richard Starzak
  - Najlepsze indywidualne osiągnięcie: scenografia: Gavin Lines, Matt Perry
- 2016: Nominacja do Satelity – Najlepszy film animowany lub łączący w sobie różne media